# Glaset i örat
Glaset i örat är en revy av Hans Alfredson och Tage Danielsson. Den spelades på Berns i Stockholm 1973 och på turné våren 1974. 
I revyn ingick sångerna "Studsviksvalsen", "Vad har du i fickan Jan?", "Änglar finns" och "As Time Goes By", liksom ulandsbiståndssketchen "Bolla bolla". Monica Zetterlund gjorde även en svensk "What a Little Moonlight Can Do" i form av "O vad en liten gumma kan gno". Under hela första akten står ensemblen i en lång kö på scenen tills Martin Ljung och Lena Nyman brister ut i sångnumret "Alltid blir jag så förbannad".

## Medverkande
- Hans Alfredson
- Jan Allan
- Andrea Anderson
- Tage Danielsson
- Gösta Ekman
- Henry Gustavsson
- Anders Häggström
- Margareta Kempe
- Martin Ljung
- Kerstin Ljunglöf
- Kristina Lundborg
- Stefano Mariano
- Marcos Megoya
- Lena Nyman
- Marga Pettersson
- Weine Renliden
- Ingela Sjöström
- Gunnar Svensson
- Håkan Thanger
- Abed Wazir
- Lisbeth Zachrisson
- Monica Zetterlund
- Sture Åkerberg
- Ingmar Nordström
- Sven Schill
- Sten-Åke Lindberg
- Bo Jansson
- Bert Månson
- Gunnar Sandevärn